# Alfons López
José Alfonso López Tufet (o Josep Alfons López i Tufet), más conocido como Alfonso (o Alfons) López, es un periodista y autor de cómic español, nacido en Lérida en 1950.
Su obra se caracteriza por un marcado y comprometido componente social, crítico con el sistema y defensor de las causas sociales. De su prolífica trayectoria profesional destaca la creación y dirección de las revistas satíricas Butifarra! (1979) o Cul de Sac (1982). También, a principios de los años 1980 fue impulsor y miembro del comité organizador del Salón Internacional del Cómic de Barcelona.
En 2011 recibió el Premi Nacional de Còmic de Cataluña por la obra Miguel Núñez. Mil vidas más, en colaboración con Pepe Gálvez y Joan Mundet.

## Biografía

### Inicios profesionales
Tras iniciarse en la publicidad en su Lérida natal, Alfons se trasladó a Barcelona con el objetivo de ser autor de historietas. Empezó a encontrar su espacio propio en 1969, cuando escribió y dibujó una serie de aventuras en cuadernos bimestrales, Almas 12. Como humorista gráfico se inició en 1970, colaborando en revistas como Oriflama o en el periódico Diario de Lleida. Accedió a la historieta humorística ya con una cierta carga social en revistas como Patufet y TBO o en el semanario satírico Mata Ratos, entre 1971 y 1973, para en 1972 iniciar una clara vocación por la crítica social y política en Grama, revista pionera en la prensa de barrio comarcal. 
En 1975 crea y coordina la revista de sátira social Butifarra!, impulsada por la agrupación homónima. A pesar de su vida efímera, esta primeriza experiencia consolida ya su perfil como autor comprometido con las causas sociales y crítico con el sistema. A finales de la década de los setenta, prosigue dicha labor colaborando con publicaciones como El Papus y El Viejo Topo, antes de pasar a dirigir el semanario de actualidad y crítica social en catalán Cul de Sac (1982), en el cual también escribirá y dibujará. Le sigue a esta experiencia la dirección y coordinación de otras revistas de humor gráfico como "Más madera!" (1986) y "Angelitos Negros" (1999).

### Etapa de las cabeceras históricas
La década de los ochenta será bastante fructífera para Alfonso López y, tras la desaparición de Butifarra!, entre 1979 y 1987 realiza con varios miembros del equipo homónimo diversos álbumes monográficos de historietas, como El urbanismo feroz (1979), La familia (1980) o El patio trasero (1987). Junto a Rafael Vaquer, es también autor de "Atasco-Star" (1980), serie que se publica en varias revistas de la Editorial Bruguera. 
En 1982 inicia con T.P. Bigart otra serie, Orgasmos cotidianos, luego escrita por Xavi Roca, y que pasará por las revistas Cul de Sac, El Jueves, Titanic o incluso la francesa Fluide Glacial. Para la revista Rambla concibe la serie Pepa, un personaje que será posteriormente publicado en Cimoc. De nuevo con el equipo Butifarra! y esta vez en comandita con un grupo de pedagogos, se encargará en 1984 de la realización gráfica del curso de catalán Digui-Digui. En 1987 inicia una serie de estancias en diversos países centro y sudamericanos como historietista y especialista en aplicaciones didácticas en el campo del cómic y la ilustración. Entre 1989 y 1992 será el autor de la serie Paco el ministro para El Jueves.

### Madurez
A medianos de los años 1990, su previa experiencia en revistas y publicaciones periódicas deja paso a la incursión en el campo de la novela gráfica. Destaca en dicho ámbito su fructífera colaboración con el guionista Pepe Gálvez, con quien comparte similares inquietudes sociales y políticas. Son fruto de esta colaboración trabajos a menudo cargados de un claro tinte político, social o histórico, como Asesinato en la mezquita (1996), Color café (1998) o Miguel Núñez: mil vidas más (2010), obra que les hace merecedores del "Premi Nacional del Còmic de Catalunya". Pero publican también Silencios: la juventud del Capitán Trueno (2006), un homenaje al Capitán Trueno para conmemorar el 50 aniversario del héroe de Víctor Mora y Ambrós. En 2022, los dos autores vuelven a reivindicar la memoria histórica con la publicación de Ocho horas: El Noi del Sucre y la huelga de La Canadiense. Editado previamente en catalán, el cómic explora el nacimiento del movimiento obrero y sindical en Cataluña, con la gestación de la Huelga de La Canadiense y el asesinato de Salvador Seguí como telones de fondo. Otras obras nacidas de la colaboración con Pepe Gálvez son las tiras Expediente exprés (1998) y Segis (2001).
Alfons López también colabora con guionistas como Xavi Roca, con quien publica Àlex Cunillera, Àtic, 3ª, Aníbal i Victòria y Paula (2005), además de trabajos diversos en El Periódico de Catalunya. Realiza a su vez Une vie de Saint (1996) con el autor Manel Fontdevila para la revista francesa Fluide Glacial, y publica Máxima discreción (2011) con el guionista y escritor Andreu Martín.
En los años 2000 crea la colección "Pasen y vean", con la cual publica libros de ensayo político en los que mezcla texto con ilustraciones e historietas, de los que se publican La globalización (2002), La pobreza no es rentable (2006) o Cambio climático y sostenibilidad (2008). 
En el 2017, la Biblioteca de Catalunya adquirió dibujos originales de Alfons López, la mayoría de los cuales se publicaron en el diario Público (edición catalana), fotografías, y diversos documentos gráficos (carteles, aucas y catálogos). También este mismo año recibe el Premio Junceda por el cómic El solar (La Cúpula).

## Premios
- 1977 - Premio al mejor guionista, en los Premios otorgados por el Club Amigos de la Historieta.[5]
- 2005 - Premio Serra i Moret por la Generalidad de Cataluña.
- 2011 - Premi Nacional del Còmic de Catalunya, por la obra "Miguel Núñez: mil vidas más".
- 2017 - Premio Junceda al mejor cómic para El solar (La Cúpula).[4]

## Legado
En 2017, el Museo de Arte Jaime Morera de Lérida adquirió obra original de Alfons López. El material constaba, entre otros, de dibujos del autor publicados entre los años 1970 y 1990 en revistas com El Papus, TBO o El Jueves.
Otro material original del autor se encuentra repartido entre el Archivo Histórico de Comisiones Obreras de Cataluña, la Biblioteca de Cataluña y el Archivo Histórico de la Ciudad de Barcelona. El material guardado en la Biblioteca de Cataluña se trata sobre todo de dibujos originales publicados en el diario Público (edición catalana), fotografías y otros documentos gràficos (carteles, aucas y catálogos). El Archivo Histórico de la Ciudad de Barcelona, por otra parte, conserva el 70% del fondo de la revista Butifarra!, entre la cual hay muchas piezas pertenecientes a Alfonso López. En diciembre de 2022, el Archivo Municipal de Lleida recibió en donación del autor 89 cajas con originales y documentación en múltiples formatos.

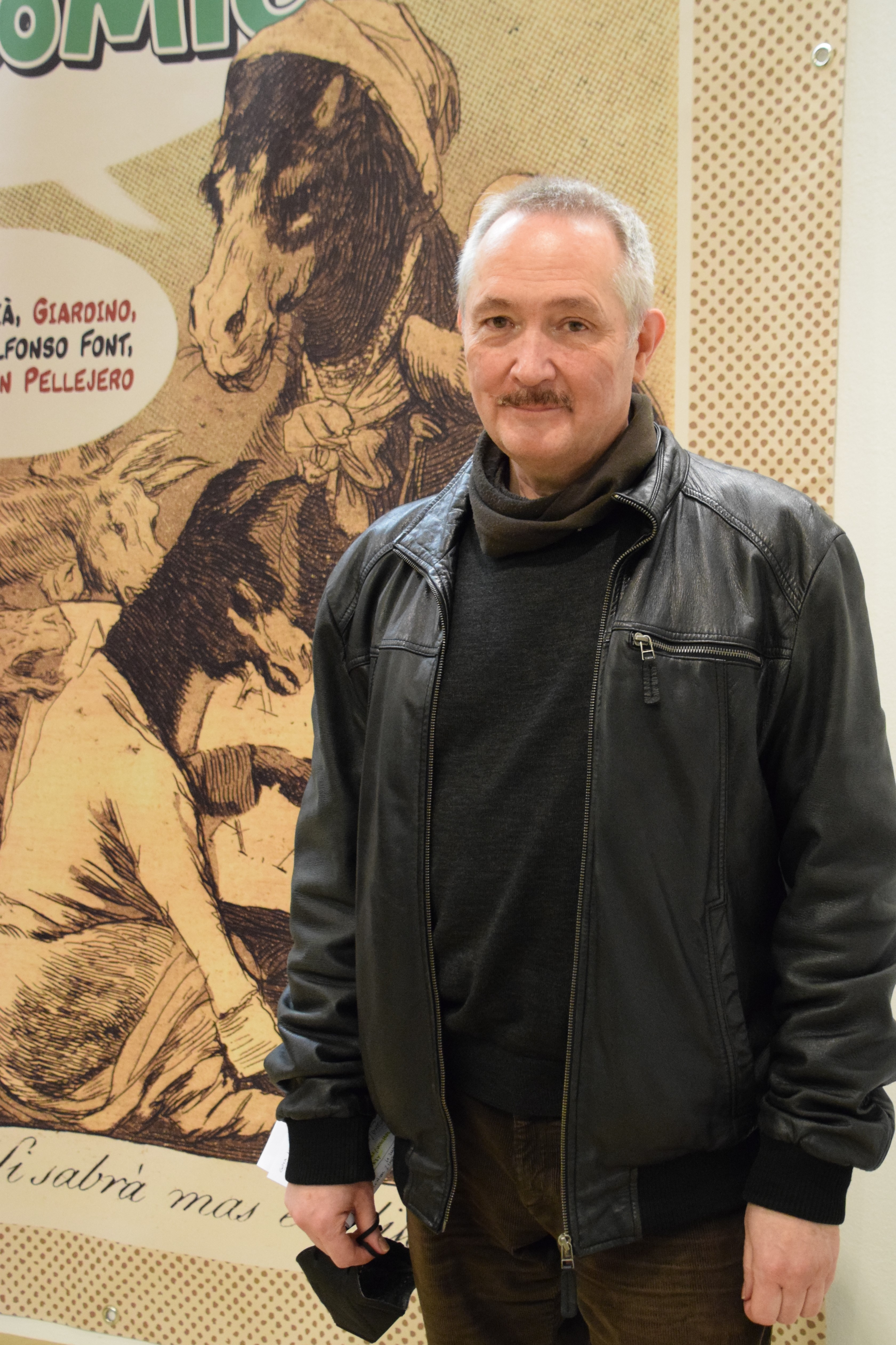
Alfons López presentando la exposición "La genètica del còmic"